# Cantó de Tours-Centre
El cantó de Tours-Centre és un cantó francès del departament de l'Indre i Loira, situat al districte de Tours. Compta amb part del municipi de Tours.

## Municipis
El cantó està format per una part de la ciutat de Tours delimitada per:
- al nord, pel riu Loira
- a l'est, pel municipi de Saint-Pierre-des-Corps
- al sud pel bulevard Heurteloup, la plaça del Général Leclerc, la rue de Nantes, la rue Blaise Pascal, la rue Parmentier, l'avinguda de Grammont i la rue Roger Salengro
- a l'oest per la rue Giraudeau, el bulevard Béranger, la rue Chanoineau, la plaça Gaston Pailhou i la rue de la Victoire.

## Història
| Data d'elecció                           | Identitat      | Partit                     | Qualitat |
| ---------------------------------------- | -------------- | -------------------------- | -------- |
| 1945-1951                                | Edmond Cahiza  | MRP, després RPF           |          |
| 1951-1964                                | Pierre Babeau  | MRP                        |          |
| 1964-1983                                | Yves Berthault | Divers droite              |          |
| 1983-2001                                | Nicole Gautras | Divers droite, després UDF |          |
| 2001-                                    | Serge Babary   | DL, després UMP            |          |
| les dades anteriors no són pas conegudes |                |                            |          |
|                                          |                |                            |          |